# Sv. Mikuláš z kostela sv. Mikuláše v Chebu
Sv. Mikuláš z kostela sv. Mikuláše v Chebu je kvalitní francká práce z doby kolem roku 1500, pocházející ze starého fondu chebského muzea. Socha patrona chebského farního kostela sv. Mikuláše byla patrně součástí většího oltářního celku. Je vystavena v expozici Muzea Cheb.

## Popis a zařazení
Plně plastická dřevěná socha o rozměrech 123 × 52 × 38 cm, vzadu vyhloubená. Chybí pravá ruka světce a první dívky vlevo, levá ruka dívky vpravo, část mitry a podstavce. Restauroval K. Stádník (1971). Při restaurování byla odstraněna barokní polychromie i doplňky.
Nezvyklá kompozice jednoho z nejuctívanějších světců má původ v legendě, podle níž Mikuláš jako biskup v Myře zachránil tři dívky od smilstva tak, že jim jako věno daroval zlaté koule. Socha byla patrně součástí oltářního retáblu, do kterého byla zasazena svým polygonálním podstavcem. Trůnící postava světce je oblečena do pluviálu se zdobným lemem, sepnutého vysoko na hrudi, s cípem přehrnutým přes koleno. Vertikálně řasená alba s širokými rukávy je na hrudi křížem přepásána štólou a u krku podložená humerálem. Svrchní roucho respektuje štíhlý tělesný objem a je modelované ostrými záhyby. Biskup má rukavice zakončené třapci a na hlavě vysokou mitru. Naturalisticky modelovaná tvář staršího muže má ostře řezané rysy s vráskami kolem úst a přivřených očí.
U biskupových nohou klečí tři mladé dívky v jednoduchém přepásaném šatě. Jedna svírá v pravé ruce darovanou kouli. Sv. Mikuláš se natáčí k prostovlasé dívce při své pravé noze a levou rukou ji podává další kouli do natažené ruky. Poslední dívka na pravé straně měla patrně obdržet dar z biskupovy pravé ruky (darování křížem vyvozuje Vykoukal z nepříliš obvyklého překřížení štóly).
V kontextu chebské středověké plastiky jde o solitérní dílo, pravděpodobně dovoz z dílny, která vycházela z díla norimberského Veita Stosse a byla obeznámena s výrazovými prostředky Tilmana Riemenschneidera. Ševčíková spatřuje příbuznost s norimberským sochařstvím v zaostření fyziognomických rysů a poněkud "trpkém" výrazu. Marion Tietz-Strödel dílo srovnává i s Mistrem Kefermarktského oltáře. Riemenschneidorovy sochy biskupů se liší masitější tváří, silnějším nosem, ostřejšími rty a jinak zasazenýma očima s převislými víčky.
Významná se jeví souvislost chebského sv. Mikuláše s Oltářní skříní Madony a církevních otců z Hersbrucku, který vznikl v norimberské dílně Michaela Wolgemuta. Téměř shodné je provedení tváře chebského sv. Mikuláše a sv. Augustina z Hersbrucku a Vykoukal soudí, že obě sochy mohly vzniknout ve stejné dílně. Také idealizovaná podoba mladých dívek mohla mít předlohu např. v růžencové Madoně z dominikánského kláštera v Norimberku nebo v reliéfu pohřbívání sv. Kateřiny v norimberském kostele sv. Kateřiny (nyní Germanisches Nationalmuseum, Norimberk).

### Příbuzná díla
- Trůnící sv. Mikuláš se třemi pannami, Svatopetrský portál Kolínského dómu (stavební huť Heinricha Parlera)
- Oltářní skříň s madonou a církevními otci z Hersbrucku (1490), Germanisches Nationalmuseum Nürnberg
- Sv. Mikuláš (okruh Tilmana Riemenschneidera), Národní galerie v Praze

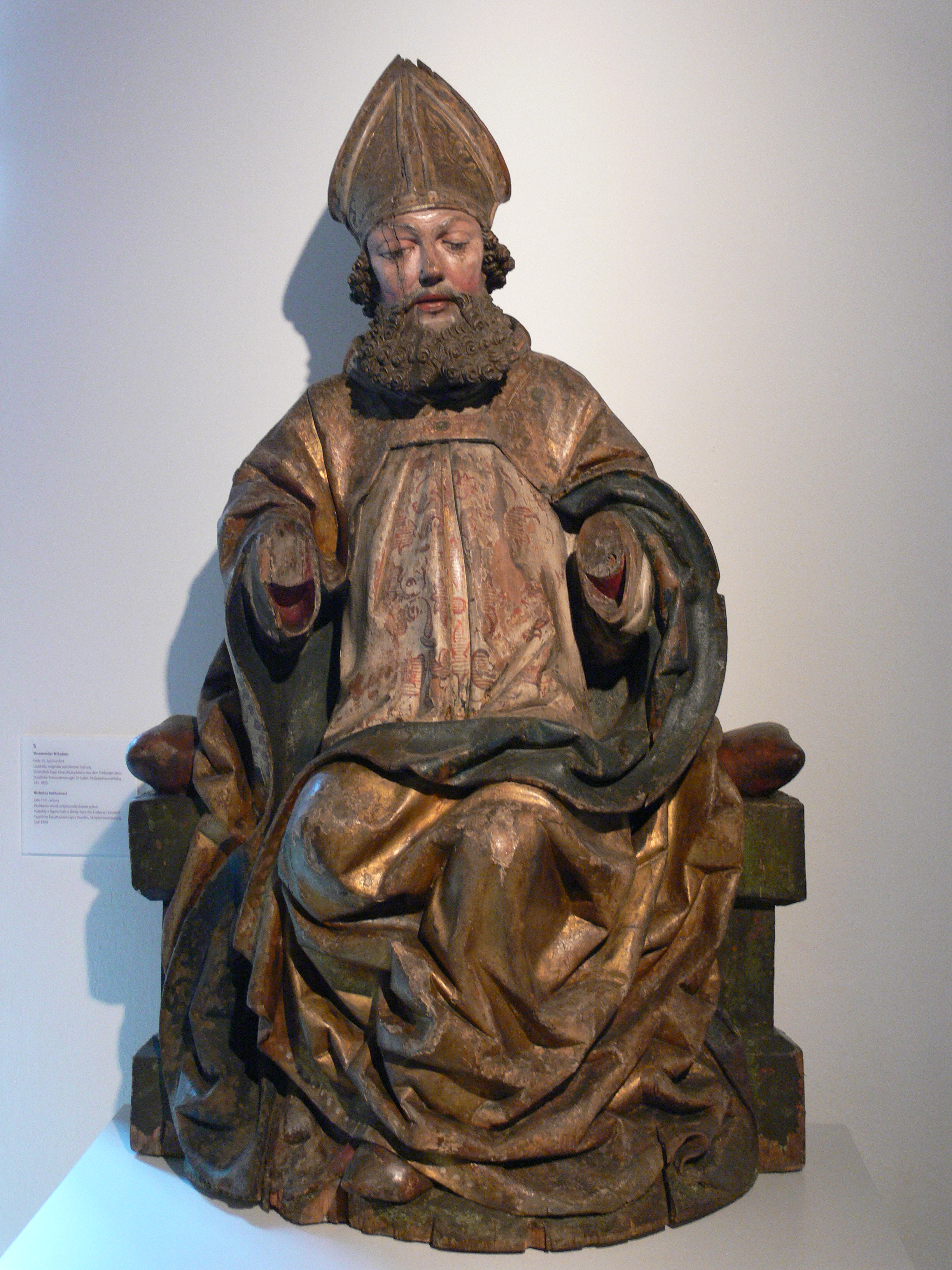
Trůnící sv. Mikuláš (konec 15. stol.), Freiberg
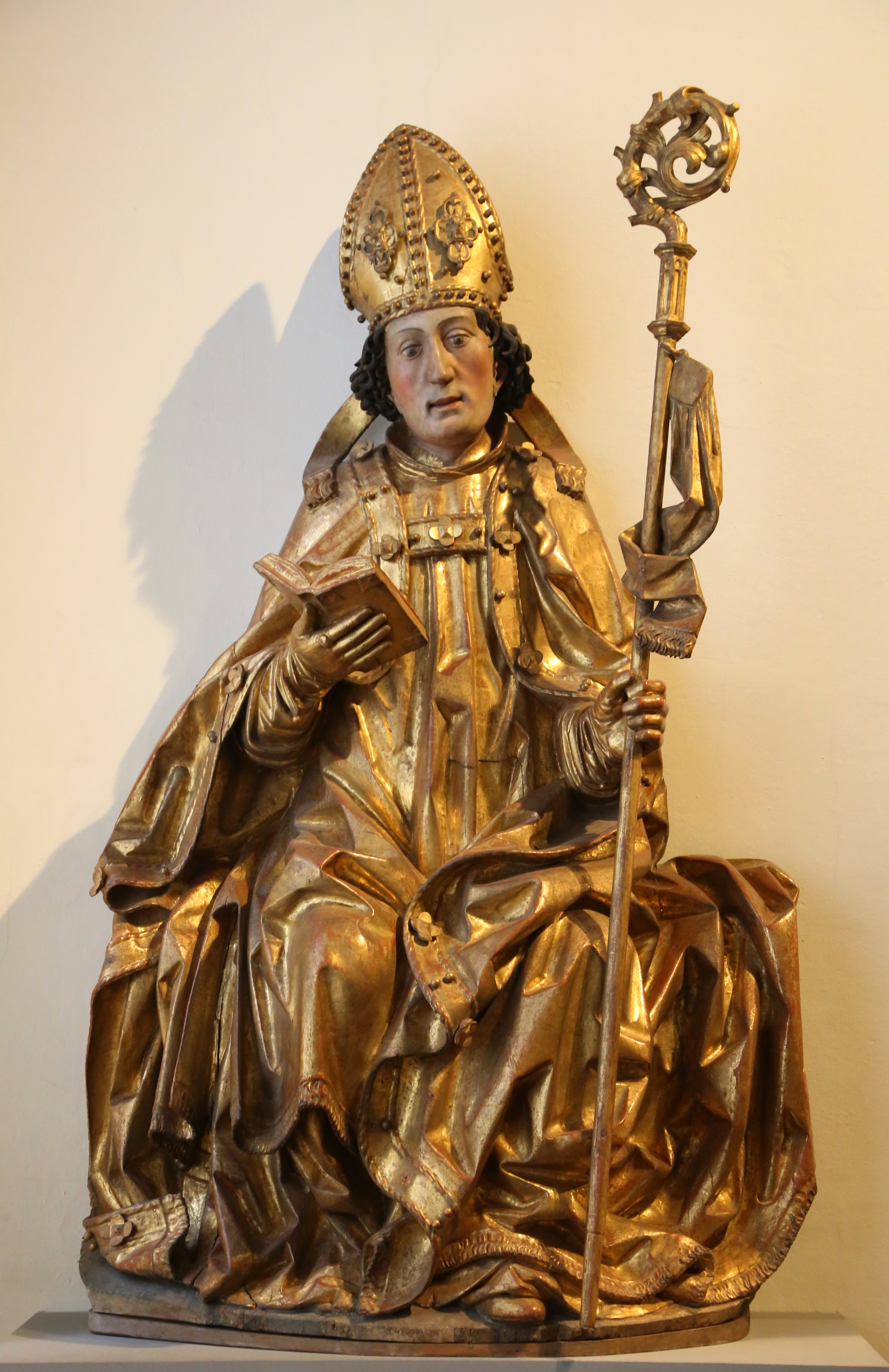
sv. Mikuláš (kolem 1490), Bayerisches Nationalmuseum, Mnichov
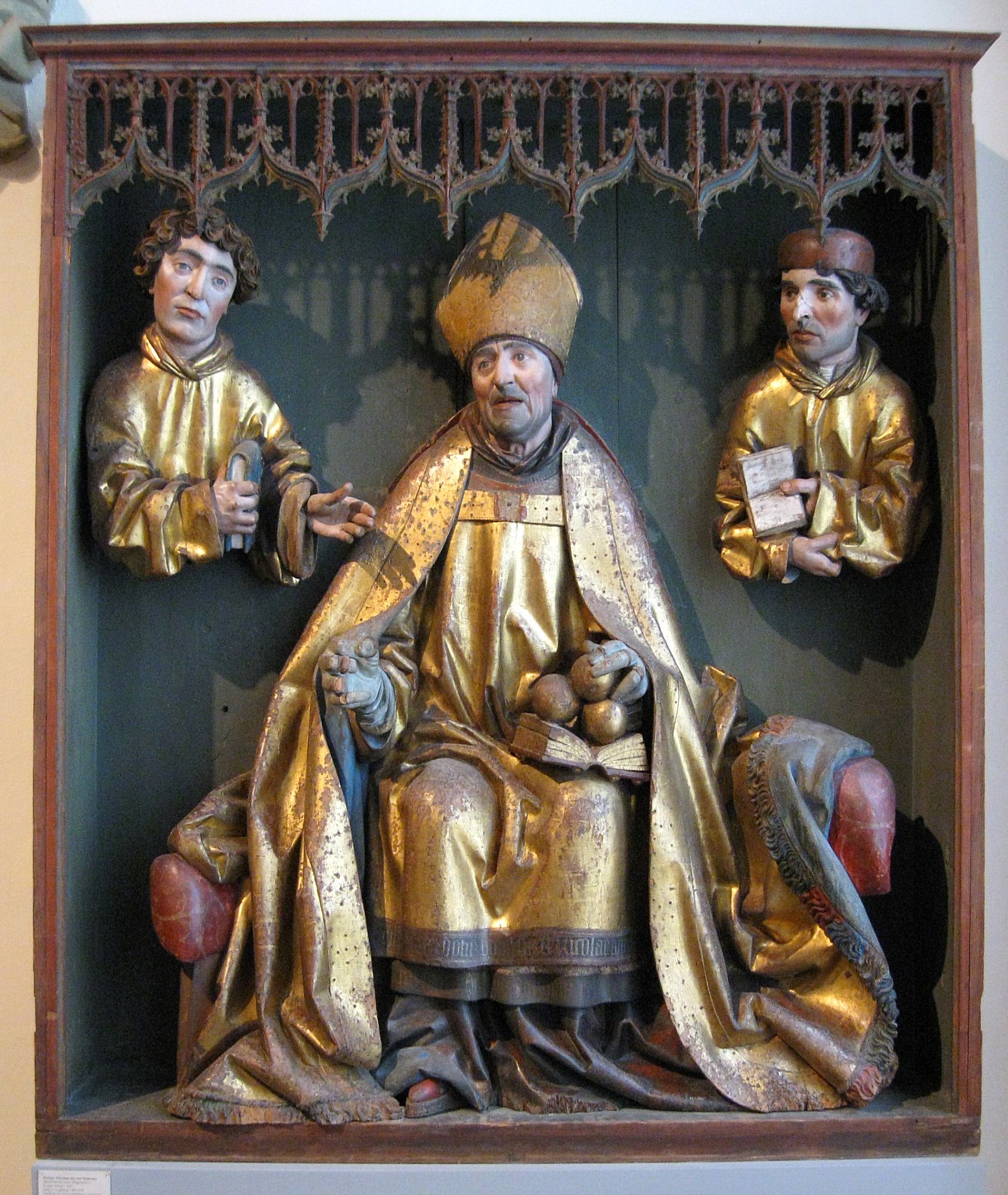
sv. Mikuláš s diakony (1501), Gregor Erhart, Bayerisches Nationalmuseum, Mnichov
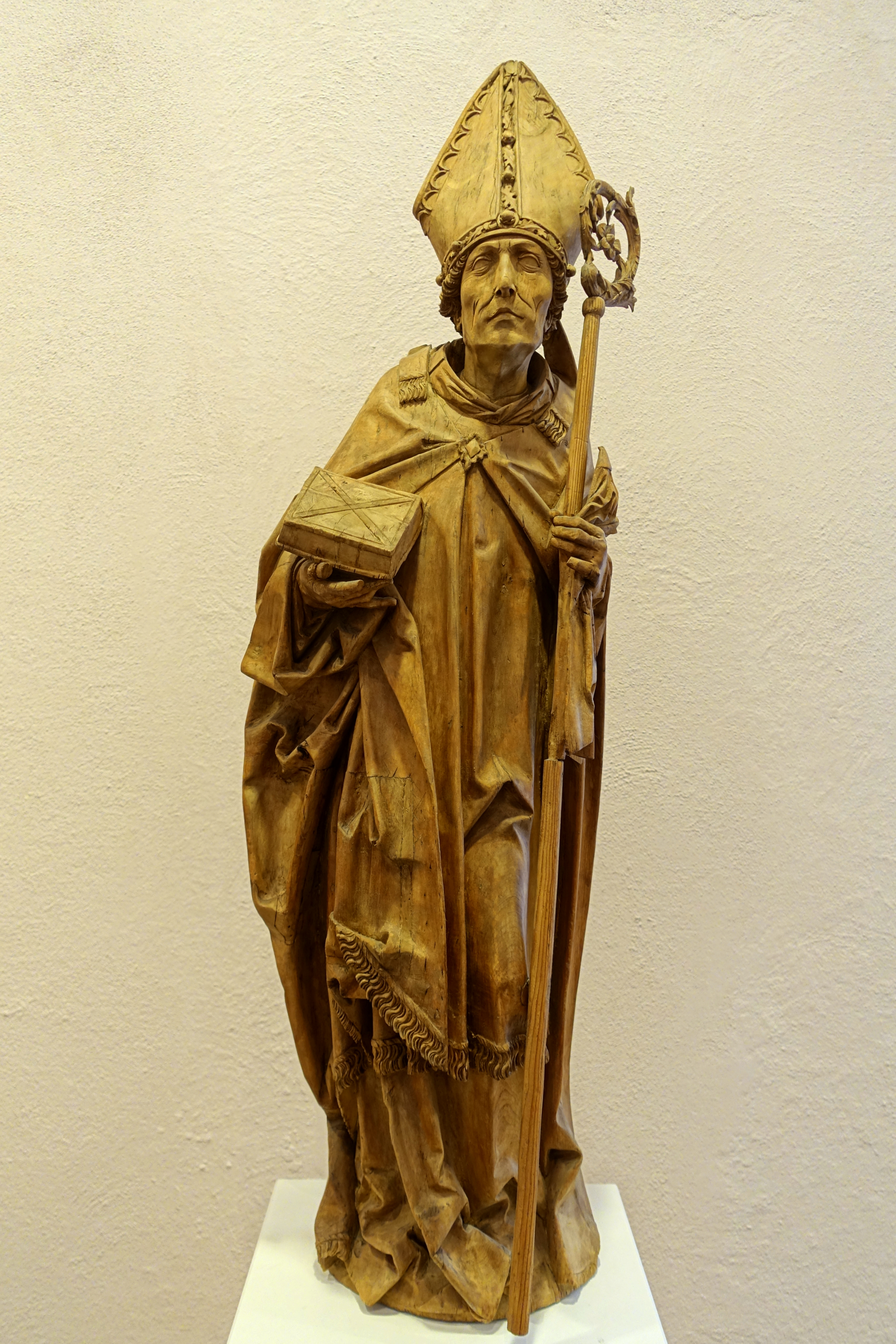
Sv. Mikuláš (c. 1510), Tilman Riemenschneider, Würzburg
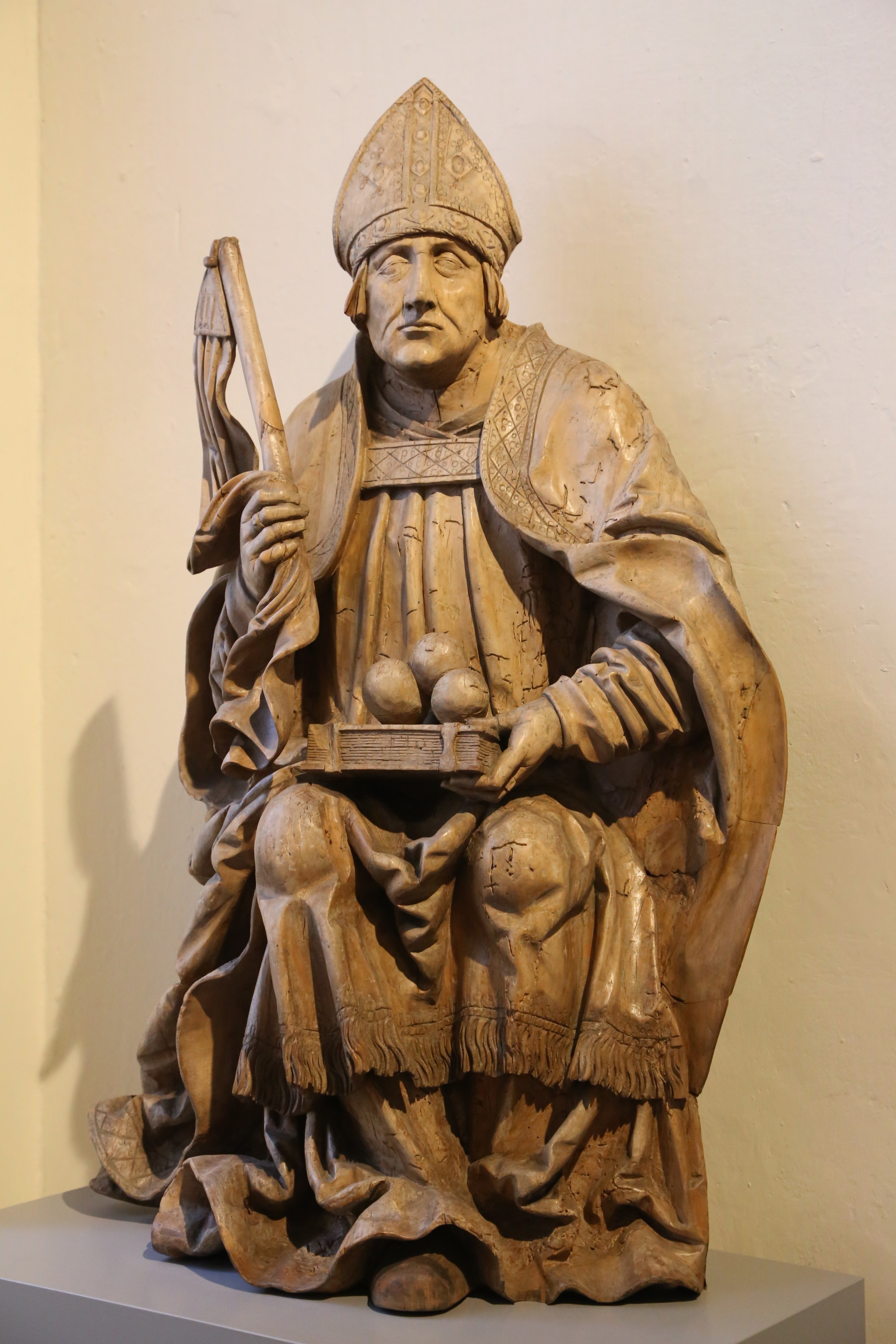
sv. Mikuláš (1520-1530), Mistr Alöttinských dveří, Bayerisches Nationalmuseum, Mnichov